# 盛田英夫
盛田 英夫（もりた ひでお、英浪、1952年2月17日 - ）は、日本の元・実業家。盛田アセットマネジメント株式会社代表取締役会長等を務めていた。ジャパン・フード&リカー・アライアンス株式会社代表取締役会長、盛田株式会社取締役名誉会長・CEOなどを歴任した。岡崎友紀の元夫。

## 略歴
盛田昭夫の長男。第16代盛田家当主。東京都出身。芦屋大学卒業後、CBS・ソニー入社。エピック・ソニーを経て、レイケイ社長、盛田株式会社社主、ジャパン・フード&リカー・アライアンス株式会社会長、財団法人鈴渓学術財団理事長、財団法人盛田国際教育振興財団理事長、株式会社盛田トラスティー プレジデント等を歴任した。1978年に岡崎友紀と結婚するが1981年に離婚。1985年にソニー退社。出井伸之の従兄弟の娘と結婚し子ももうける。
一族の保有する潤沢な資産を活用して様々な事業を行ってきた。1993年には新井リゾートを開業したが初年度から経営危機になり、このため1994年には一族の資産運用会社レイケイが所有するソニー株の一部から約230億円を拠出。それ以降もコロラド州の大規模スキー場買収やF1エンジン企業アジアテックへの出資などを手掛けたがことごとく失敗した。これらの失敗と贈与税の追徴課税65億円を受けたこともありレイケイは保有するソニー株の全てを失い2005年には解散した。
こうして盛田に残されたのは一族が江戸時代から営む酒や味噌や醤油などを製造する家業のみとなり、2003年に老舗のマルキン忠勇を傘下におさめ、持株会社ジャパン・フード&リカー・アライアンス (JFLA) としたが、業績は低迷。このようにして失われたソニー株は、一時は資産価値が合計2000億円以上にもなるという規模であった。
盛田株式会社から分割され、盛田が代表取締役社長を務めていた資産管理会社盛田アセットマネジメントは、2001年創業の株式会社ヒマラヤ東京というパン・メーカーに出資していた。ヒマラヤ東京は2005年甲虫王者ムシキングのカードが入ったパンを発売するという食品と虫の組み合わせというタブー破りでその名が広まった。だがこれが失敗に終わり、ヒマラヤ東京は2007年に破産、創業者は億円単位の資金不足の埋め合わせのために2006年に行った詐欺のため、2010年に逮捕された。
2013年には理事長を務めていた2つの財団 (鈴渓学術財団および盛田国際教育振興財団）が資産運用の不透明を理由に、新制度になった公益法人に移行できなかったため解散。2015年11月、会長を務めるJFLAは、盛田が運営している「モリタフードサービス」に対する貸付金の回収処理などに疑義があるとして、会長の取締役退任が適当であると発表した。12月9日にはJFLAと盛田の取締役を辞任している。
2022年5月30日、父・盛田昭夫の愛知県名誉県民受章の顕彰式に出席した。

## 人物
本業のほか、特定非営利法人グローバル・スポーツ・アライアンス、特定非営利活動法人ハンズオン東京などの理事を務めるほか、世界の絶滅危惧種の鳥1200種の数だけ会員になれるという慈善団体レアバード・クラブ（バードライフ・インターナショナルの集金組織のひとつ）への入会の際にはアホウドリを選んだ。